# Wow (Kate Bush)
Wow è un singolo della cantante inglese Kate Bush, il secondo tratto dal suo secondo album del 1978 Lionheart.

## Il brano
Il brano parla dell'industria musicale e dello show business in generale. Nel 2012 il Guardian ha definito "Wow" il momento culminante dell'album Lionheart.
Il videoclip riprende Kate Bush che esegue la canzone in uno studio scuro, con fari che le si accendono dietro durante i ritornelli.

## Versioni
- 9-mar-1979 – Kate Bush, Wow, 45gg, EMI EMI 2911, Regno Unito, prodotto da Kate Bush[2]. Questa versione contiene i brani seguenti:

1. "Wow" – 3:45
2. "Fullhouse" – 3:13.

## Classifiche
| Classifica (1979) | Posizione massima |
| ----------------- | ----------------- |
| Irlanda           | 17                |
| Regno Unito       | 14                |

## Cover
Del brano sono state realizzate delle cover da parte di vari artisti, tra cui:
- La cantante jazz Liza Lee sul suo album Anima del 2009.
- Il musicista di musica elettronica britannico Andi Fraggs, che la ripropone anche dal vivo[3].

Inoltre il brano è presente nella versione del 2002 del videogioco Grand Theft Auto: Vice City, trasmesso dalla stazione radio Emotion 98.3.